# 新川橋 (福島県)
E6
新川橋（しんかわばし）は、福島県いわき市にある道路橋である。

## 概要
- 全長：309.0m[1]
  - 主径間：52.0m[2]
- 幅員：9.25m×2[3]
- 形式：4+3径間（計7径間）鋼連続鈑桁橋[3]
- 施工：横河ブリッジ[2]
- 竣工：1987年[1]

内郷白水町字川平から字高倉に至り、常磐自動車道湯ノ岳パーキングエリア～いわきジャンクション間を通す。二級水系夏井川水系新川と、その左岸側に並行する市道を渡る。1988年3月24日に日立北インターチェンジからいわき中央インターチェンジの間が開通したことにより供用が開始された。橋桁は対候性鋼材が採用されており、塗装はされていない。橋上は起点から終点にかけごくわずかに右にカーブを描き、終点にていわきジャンクションの合分流部が接続する。

## 周辺
- 川平浄水場
- 川平集会所
- いわきの洗い越し